# Ateguém de Vananda
Ateguém (em armênio: Ատգեն; romaniz.: Atgen) foi um nobre armênio do século V da dinastia local de Vananda, ativo durante o reinado do xainxá Perozes I (r. 459–484).

## Nome
O nome Ateguém (Ատգեն, Atgen) tem origem desconhecida.

## Contexto

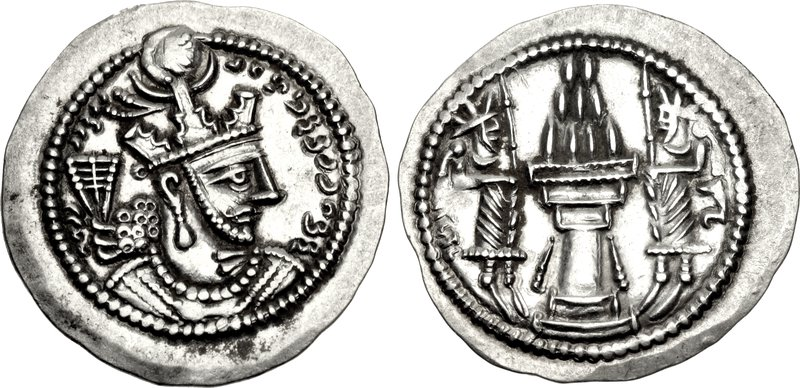
Dracma de r.

Após 387, o Reino da Armênia foi dividido em duas zonas de influência, a bizantina e a persa. Além disso, em 428, o último rei arsácida, Artaxias IV (r. 423-428), foi deposto pelo xainxá Vararanes V (r. 420–438) a pedido dos nacarares, inaugurando o Marzobanato da Armênia. Muito rapidamente, os armênios desiludiram: em 449, Isdigerdes II (r. 438–457) ordenou que eles apostatassem e se convertessem ao zoroastrismo. Sob a liderança de Vardanes II, se revoltaram, mas foram derrotados em junho (ou 26 de maio) de 451 na Batalha de Avarair; a maioria dos nacarares que participaram da revolta foram então deportados à capital persa de Ctesifonte. Após Avarair, os armênios foram constantemente chamados pelos persas para expedições militares distantes e foram obrigados a aceitar o crescente poder dos apóstatas. No contexto, receberam bem o apelo da revolta de Vactangue I (r. 447–522), que sublevou contra os persas.

## Vida

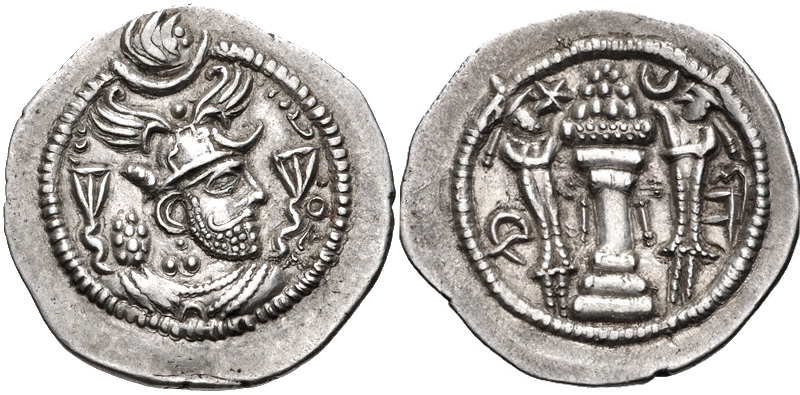
Dracma de r.

A parentela de Ateguém é desconhecida, exceto que pertencia à dinastia local de Vananda. Quando Vaanes I aceitou apoiar a revolta de Vactangue contra o xainxá Perozes I (r. 459–484), Ateguém o acompanhou. No verão de 483, Vaanes estabeleceu-se com suas tropas na aldeia de Erez. Na batalha que se seguiu, os rebeldes conseguiram derrotar as tropas do marzobã Sapor Mirranes e seguiram sua marcha em direção à fortaleza de Olnute. Sapor Mirranes continuou sua perseguição aos rebeldes e os encontrou novamente em batalha. Apesar de estarem em desvantagem numérica, Vaanes encorajou suas tropas e avançou contra os iranianos, que entraram em pânico com o ataque repentino. Ateguém esteve entre os nobres que caíram em combate.